# Charrería
 (septembre 2013).
Si vous disposez d'ouvrages ou d'articles de référence ou si vous connaissez des sites web de qualité traitant du thème abordé ici, merci de compléter l'article en donnant les références utiles à sa vérifiabilité et en les liant à la section « Notes et références ».
La Charrería est un jeu sportif proche du rodéo développé au Mexique basé sur les pratiques laborieuses des charros. Ce rodéo fut développé après la révolution mexicaine quand les traditions des charros disparaissaient lentement. Une charrería comprend neuf épreuves pour les hommes et une pour les femmes. Dans les années 1970, il est importé aux États-Unis mais rencontre de nombreuses critiques qui finissent par l'interdire.

## Histoire
Après la dissolution des haciendas en raison de la révolution mexicaine, les charros (cavaliers) voient leurs traditions disparaître peu à peu. En 1921, ils s'unissent pour créer l'Asociación Nacional de Charros pour entretenir leur tradition et la charrería. L'arrivée du cinéma mexicain rend la charrería populaire, notamment en raison des arrangements des images des charros avec la ranchera.
Dans le même temps, les Mexicains installés aux États-Unis organisent des variantes du charrería, mais en 1970, la Federación Mexicana de Charrería établit des charrerías officielles.

## Pratique
Les participants aux charrerías portent les vêtements traditionnels des charros. Chaque évènement est précédé d'une cérémonie d'ouverture où les participants défilent dans les arènes sur des chevaux. La charrería comprend neuf manifestations sportives dans un ordre particulier. Au contraire des rodéos, il n'y a pas de récompense pécuniaire pour les vainqueurs qui sont considérés comme des amateurs. Les récompenses sont uniquement des trophées. Les épreuves ne sont pas limitées dans le temps mais jugées.
Depuis peu[Quand ?], l'évènement s'ouvre aux femmes avec une épreuve de précision équestre appelé l'« escaramuza » qui devient donc la dixième épreuve d'une charrería.

## Les épreuves
| Nom de l'épreuve       | Descriptif |
| ---------------------- | --- |
| Desfile de los Equipos | Défilé des équipes. |
| Cala de caballo        | Épreuve de dextérité et contrôle du cheval. Le charro doit arrêter le cheval lancé à pleine vitesse sur un point fixe ou reculer avec le cheval sur une ligne droite entre autres. |
| Piales en el lienzo    | Épreuve où une jument est arrêtée à l'aide d'un lasso d'un charro qui se trouve à pieds.                                                                                           |
| Coleadero              | Épreuve avec un taureau, le charro sur son cheval doit faire tomber celui-ci en le tirant par la queue.                                                                            |
| Jineteo de toro        | Épreuve proche du rodéo, le charro monte sur un taureau et doit résister aux mouvements de l'animal.                                                                               |
| Terna en el ruedo      | Épreuve avec un taureau où le charro doit l'attraper avec un lasso. |
| Jineteo de yegua       | Épreuve avec un cheval où le charro doit l'attraper avec un lasso. |
| Manganas               | À pied ou à cheval, le charro doit maîtriser un cheval à l'aide d'un lasso. |
| El paso de la muerte   | Le charro doit sauter d'un cheval en pleine vitesse à un autre. |
| Escaramuza             | L'unique épreuve féminine (huit filles dans l'équipe). Elles doivent effectuer des figures sur leurs chevaux.                                                                      |

## Galerie

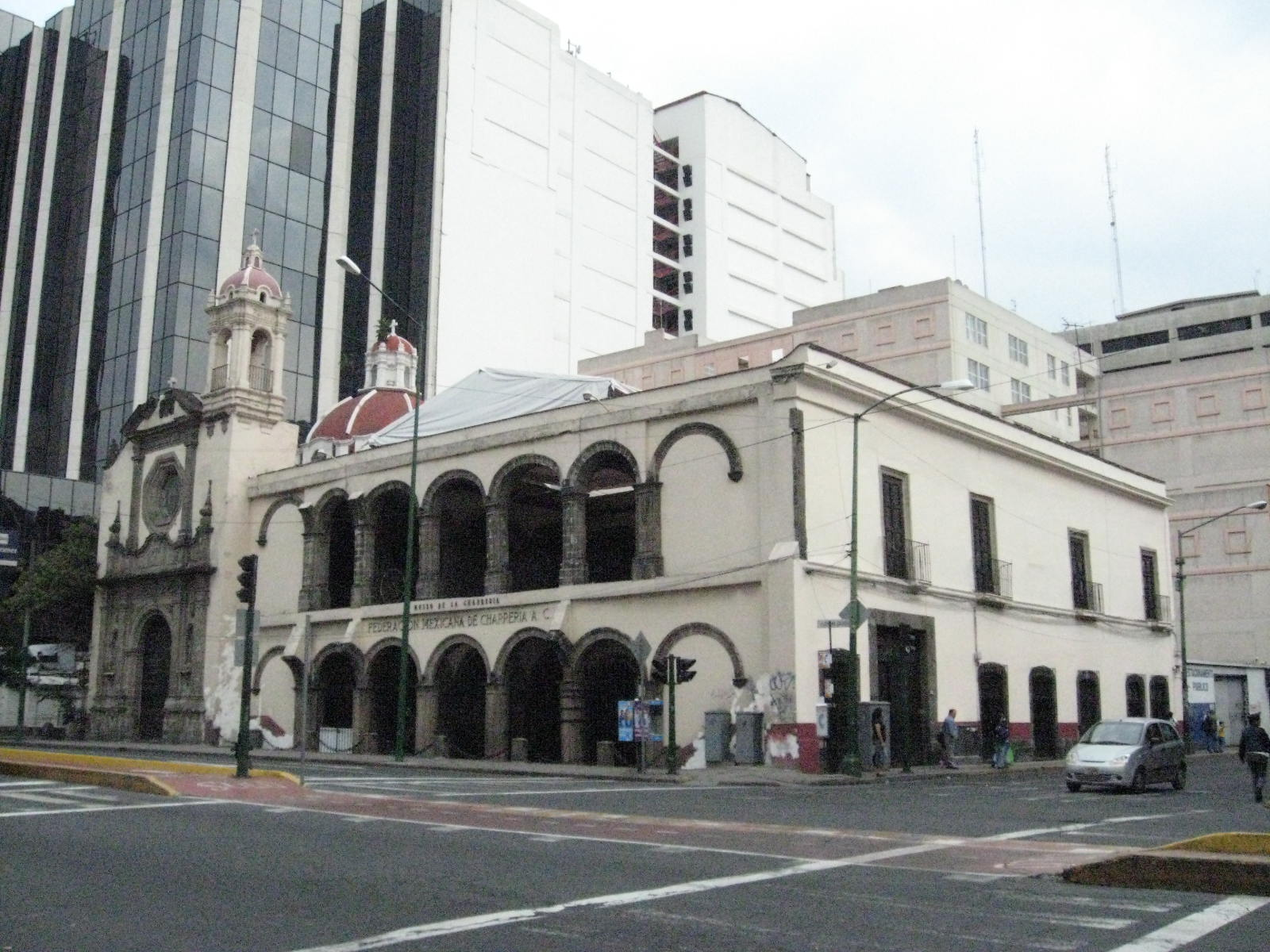
Bâtiment de la Federación Mexicana de Charrería, à Mexico.
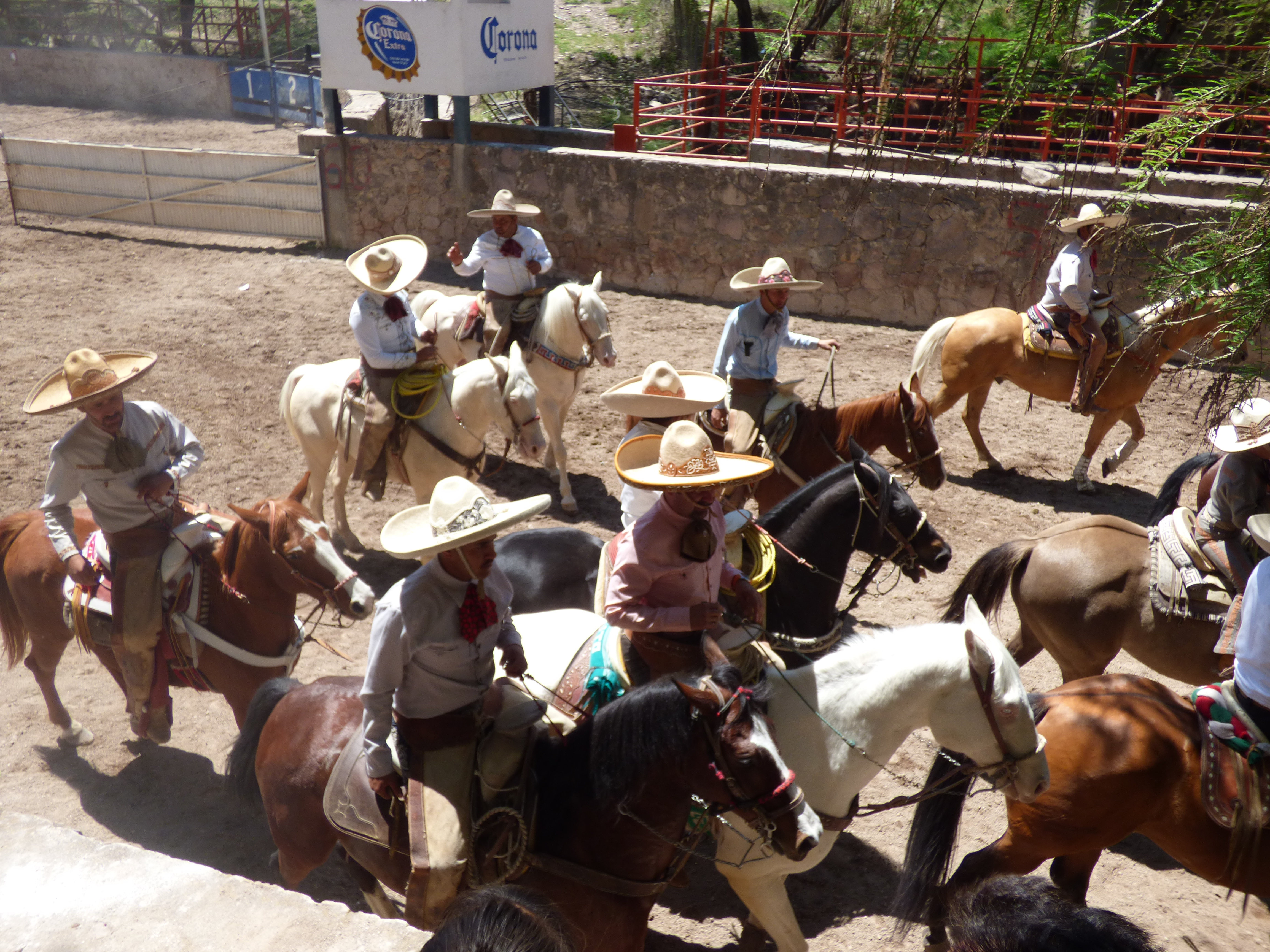
Défilé des équipes, à Aguascalientes
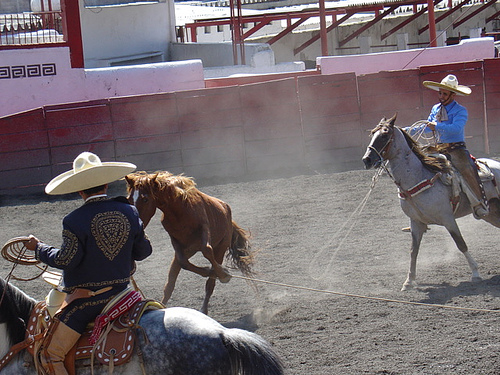
Une épreuve.
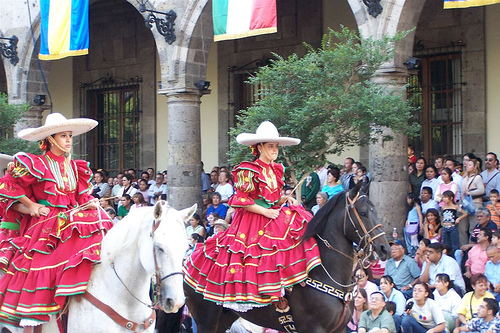
Habits traditionnels que portent les femmes dans leurs épreuves.